# غوستاف سيدرستروم
غوستاف سيدرستروم (بالسويدية: Gustaf Olof Cederström )‏ (و. 1845 – 1933 م) هو رسام، وأستاذ جامعي، من السويد، وكان عضوًا في الأكاديمية الملكية السويدية للفنون، توفي في ستوكهولم، عن عمر يناهز 88 عاماً.

## معرض صور

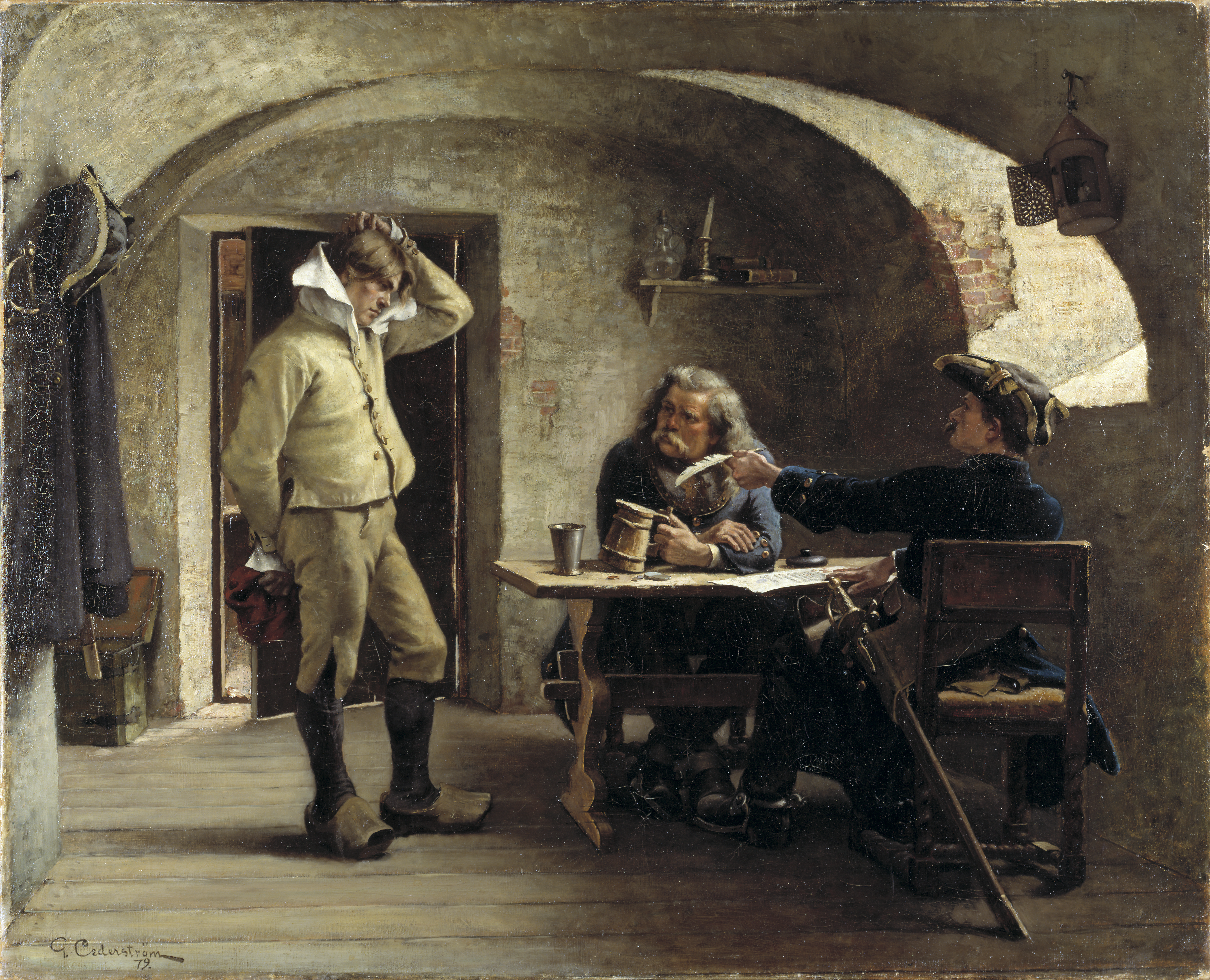
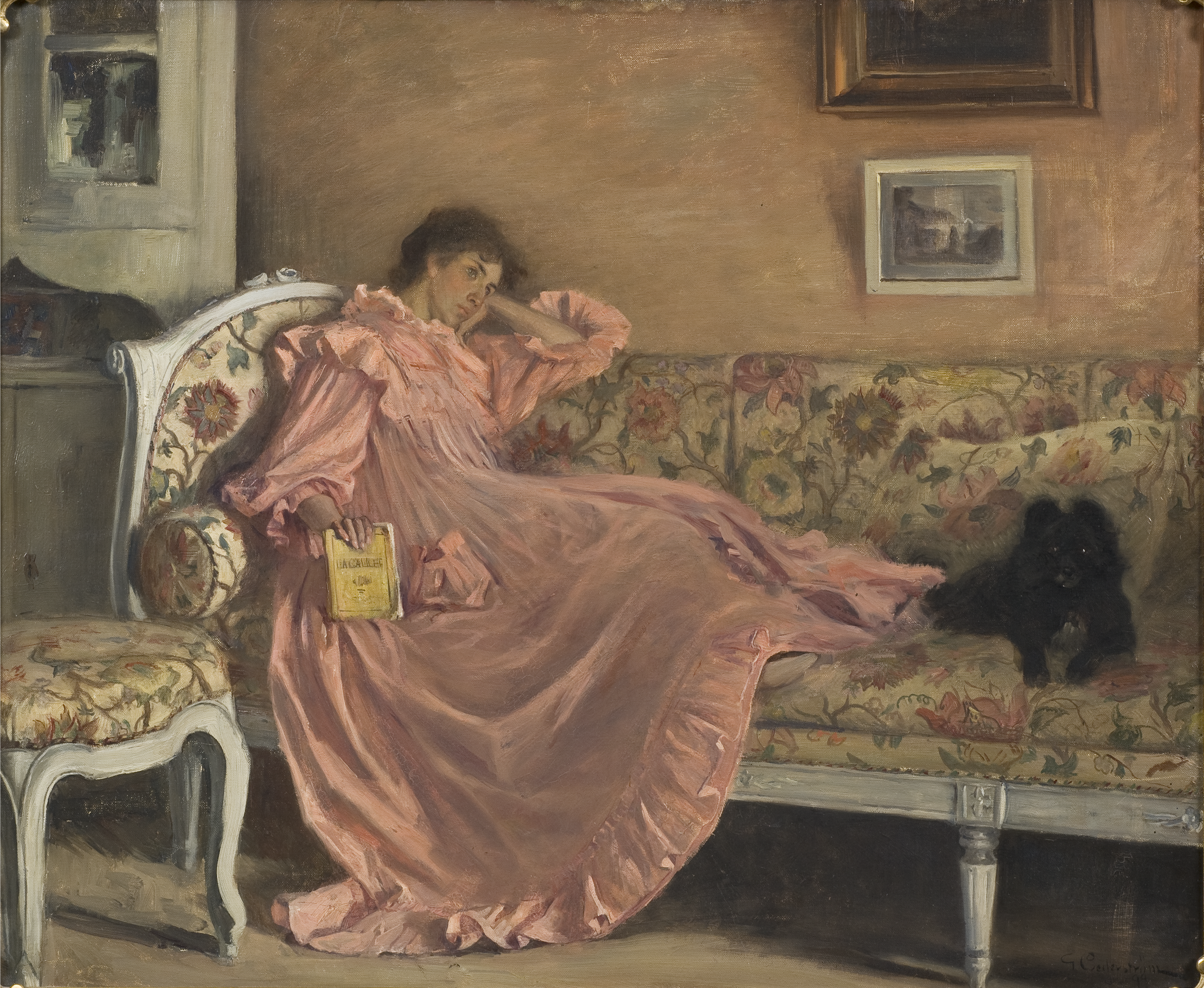
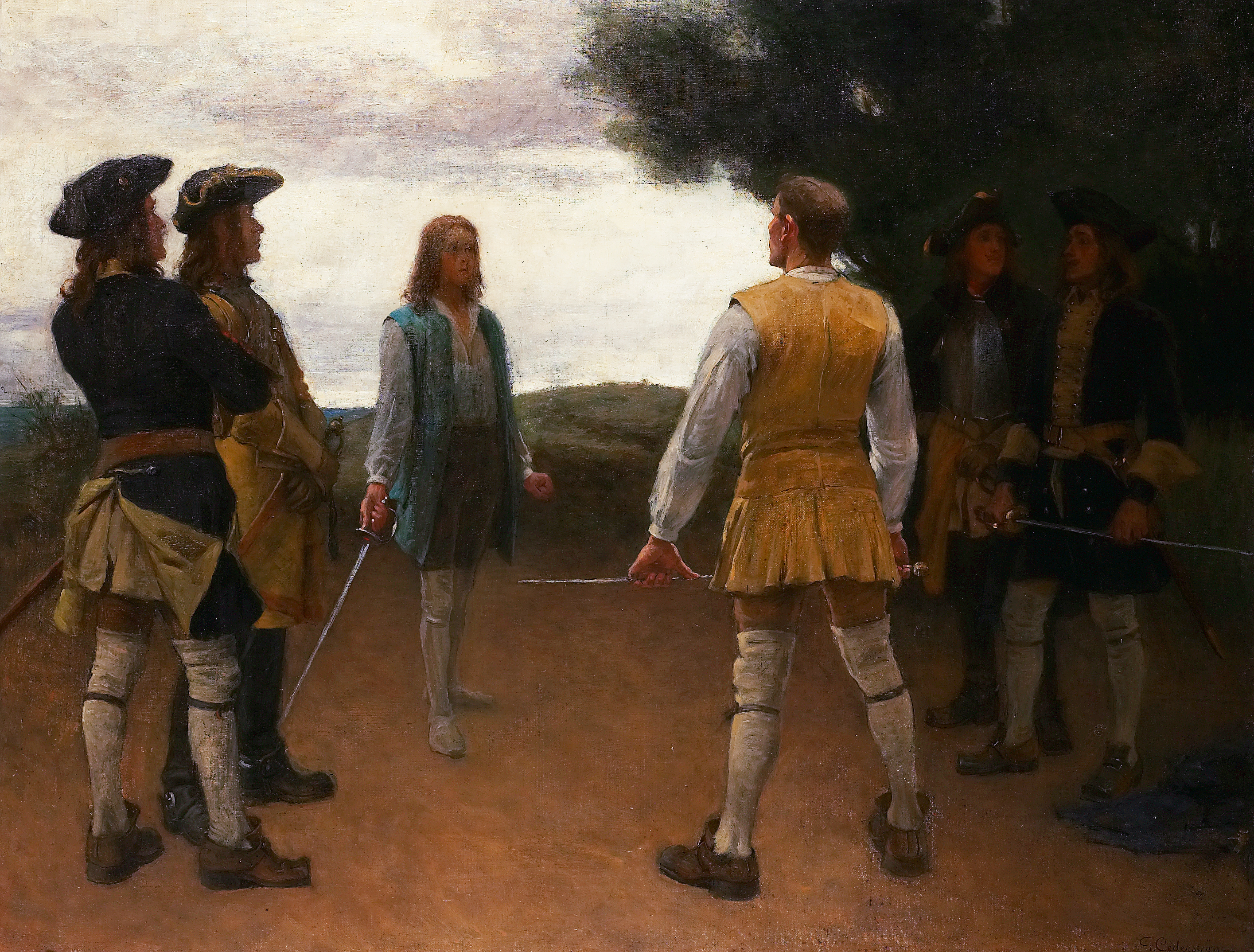
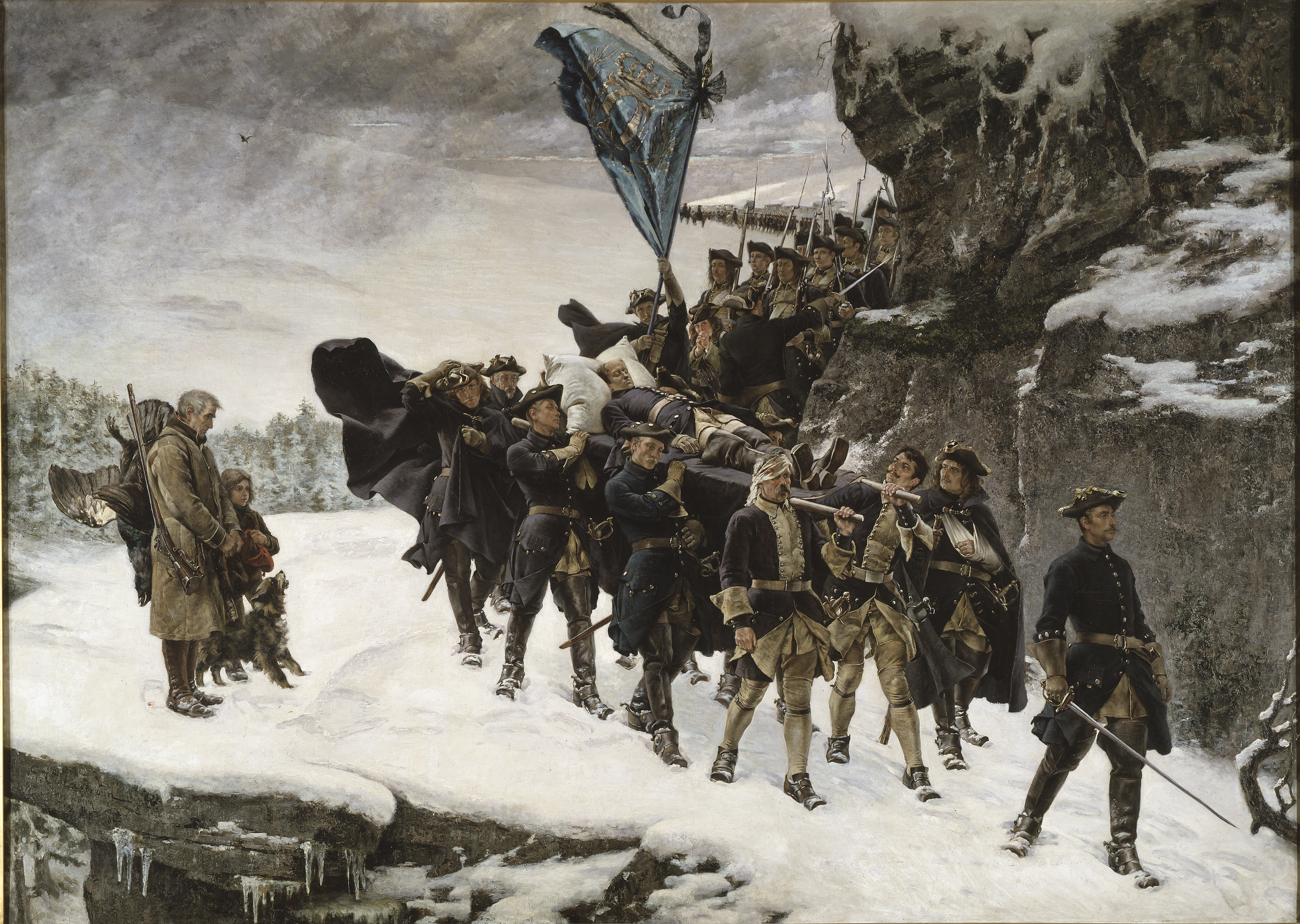